# Guardameta (fútbol)

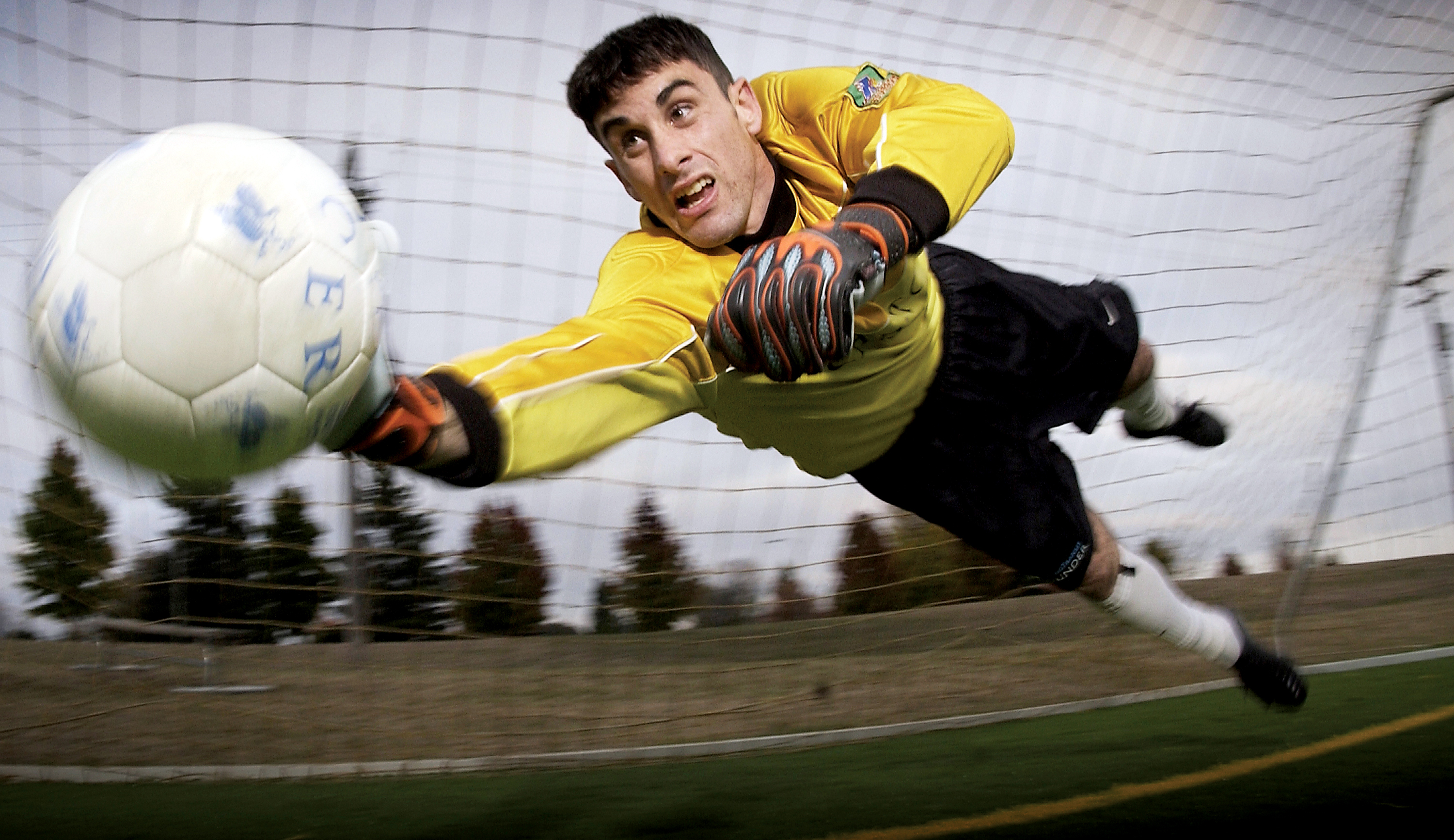
Un portero en acción.

El guardameta, arquero, portero, meta, guardavalla, guardapalos, cancerbero o golero es aquel jugador que, en el fútbol, ocupa el puesto específico que consiste en guardar la portería, constituyendo el último defensor del equipo. En el desempeño de su tarea le está permitido, dentro de los límites del área de penalti, jugar el balón con las manos. A diferencia de los demás jugadores, deben usar una camiseta cuyo color sea distinto del de los demás jugadores en el campo, siendo este el único requisito especificado por las reglas, aunque normalmente se les permite utilizar un equipo protector tal como guantes y vestimenta con acolchonamientos.
Por lo general, el guardameta titular suele usar el dorsal 1, pero dependiendo de las regiones donde el portero milite variaría. En Sudamérica aparte del 1 es usado el dorsal 22 y 12, en Europa, Norteamérica y el resto del mundo es muy usado aparte del 1 el dorsal 13, 16, 23 y 25, sin embargo, no es raro que se ocupe cualquier otro número del 1 al 99.
En promedio, el guardameta lleva la carrera más larga en el deporte en comparación a las demás posiciones, ya que suele retirarse del fútbol entre las edades de 35 a 40 años, o más.

## Historia

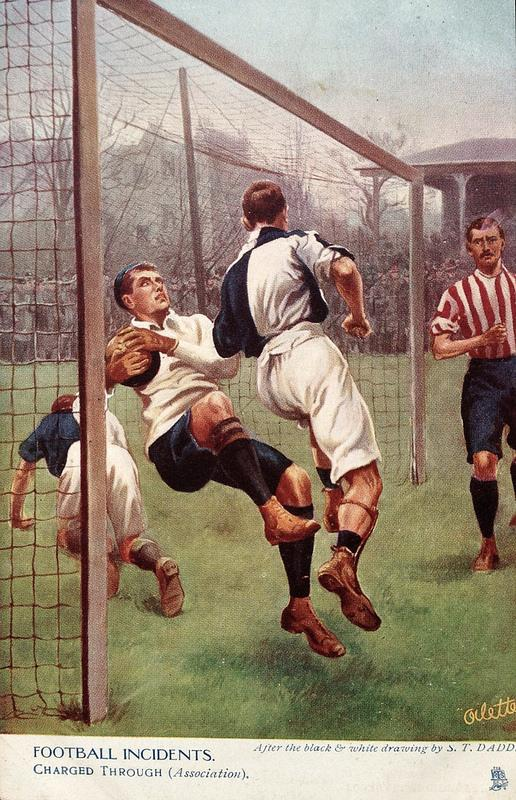
Un guardameta siendo cargado por un jugador rival (1905).

En el fútbol, al igual que en muchos otros deportes, se han experimentado varios cambios en las tácticas de juego que a través del tiempo generaron posiciones, al igual que hicieron desaparecer otras. La del guardameta es la única posición que ha prevalecido desde la creación de las reglas del deporte.
Las evidencias más tempranas de equipos de fútbol con posiciones proceden de Richard Mulcaster en 1581. Sin embargo, no especificaba a los guardametas. La primera referencia específica de proteger la meta viene del hurling cornualés en 1602. Otras referencias acerca de marcar goles comienzan en la literatura inglesa del siglo XVI, por ejemplo, en la obra de John Day y en un poema de 1613 de Michael Drayton. "Parece inevitable que donde sea que un juego evolucionó a tener goles, alguna forma de evitarlos surgió".
Inicialmente, los guardametas jugaban normalmente entre su portería y tenían una movilidad limitada, excepto cuando intentaban detener disparos rivales. A través de los años, la posición del guardameta ha ido evolucionando, de acuerdo con cambios en los sistemas de juego, para convertirse en un puesto más activo. En las reglas originales, los guardametas podían usar las manos hasta la mitad del campo. Esto se modificó en 1912, restringiendo esta posibilidad al área penal (18 m), como en la actualidad.
A mediados del siglo XX, guardametas como el argentino Amadeo Carrizo y luego el soviético Lev Yashin, fueron pioneros de un estilo de juego que incluía más movilidad y también ayudó a introducir nuevas técnicas y estrategias que se volverían estándares en la posición. Carrizo fue el primer guardameta en abandonar el área para defender su valla y el primero en utilizar los saques como un método para comenzar contraataques.[cita requerida]
En 1992, la International Board introdujo cambios en las reglas que afectaban a los guardametas, por actuaciones como las del portero colombiano René Higuita.[cita requerida] Específicamente la regla del pase, que prohíbe a los arqueros jugar con la mano tras un pase deliberado de un compañero que no haya sido hecho con el muslo, cabeza, hombros o pecho. Como resultado, todos los guardametas tuvieron que mejorar su control con los pies. En el fútbol moderno, el portero ha pasado a ser la primera línea de ataque mediante sus despejes o jugadas de pelota parada. Estos cambios han aumentado a su vez las exigencias para esta posición.

## Funciones y técnicas

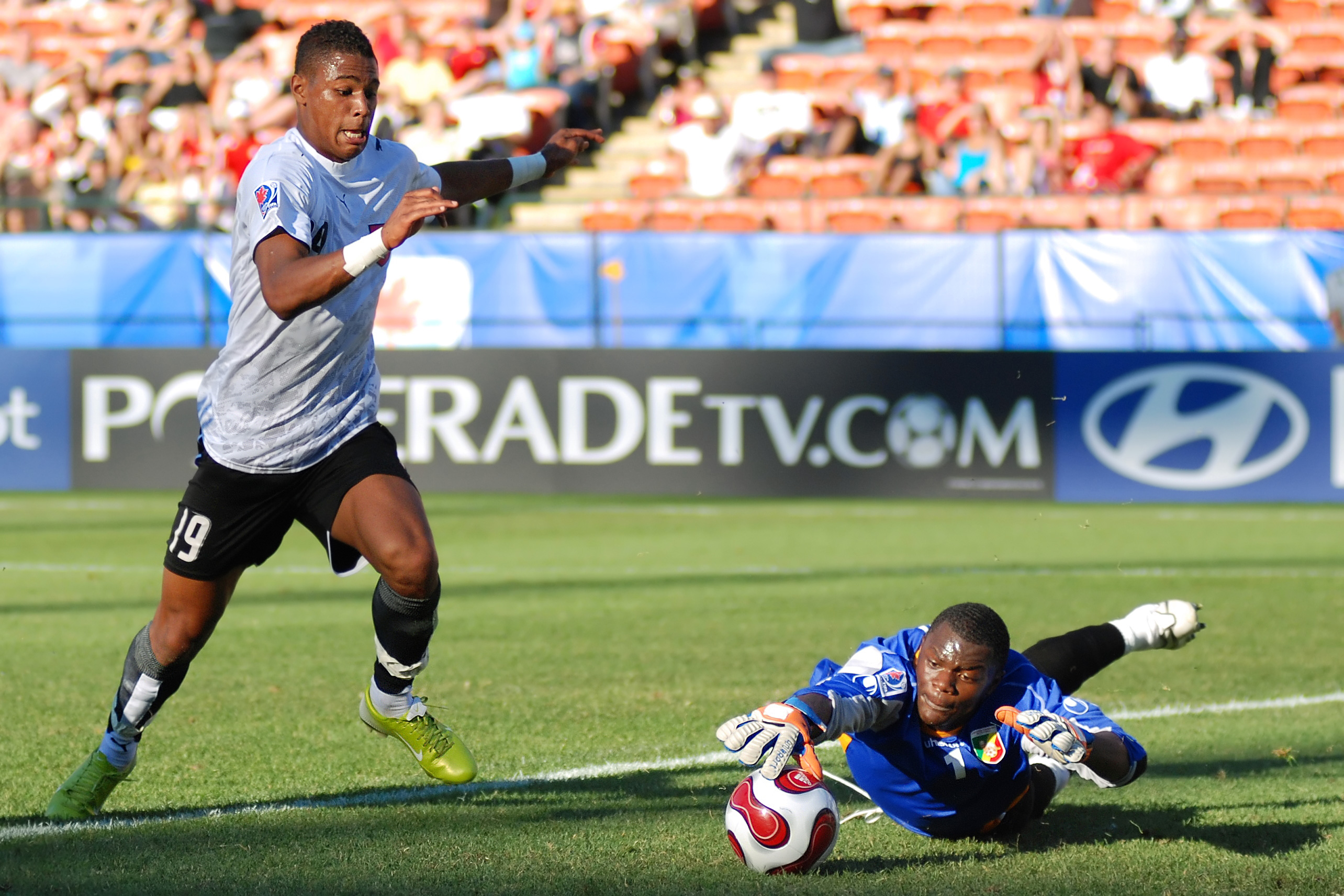
Un guardameta atrapa el regate de un delantero.

La posición del guardameta es la más especializada de todas dentro del campo. Se los diferencia de los jugadores de campo ya que los porteros pueden tocar la pelota con cualquier parte de su cuerpo excepto cuando no están en el área de penal, donde no se les permite usar manos y brazos. El guardameta no puede agarrar la pelota con las manos cuando recibe un pase de un jugador de su equipo, a excepción de que el pase sea con el muslo, la cabeza, hombro, pecho, o que no sea intencional.
El rol del portero se caracteriza por su función en la intercepción del balón al proteger su portería, siendo este la última línea de defensa en el campo. Los resultados de un intento de gol dependen del desplazamiento, habilidad y rapidez del arquero al momento de cubrir el alcance total de la meta. Los arqueros deben poseer unas habilidades perceptivas lo suficientemente desarrolladas en función de la rapidez con la que se desplaza el balón en una fracción de segundo, teniendo en cuenta que el tiempo de reacción más rápido se encuentra alrededor de los 170 ms. La velocidad a la que vuela el balón, tomando como referencia un tiro de penal, es en promedio de 125 km/h, de modo que la estimación del tiempo que toma en llegar a la red se cifra entre 0.2 s a 0.3 s de no haber contacto previo. En este corto periodo de tiempo, el portero debe decidir cómo debe reaccionar.
La posición involucra acciones ofensivas, como son los saques y pases, tanto como defensivas. Las acciones defensivas requieren una especificidad mucho mayor; éstas se dividen en cuatro subapartados: (1) fase previa a la intervención del portero, donde se consideran aspectos directamente relacionados con la toma de decisiones; (2) acciones físicas relacionadas con la acción defensiva del portero, básicamente los desplazamientos, los saltos y las caídas; (3) posición básica o inicial ante la acción inmediata/de reacción; y (4) acciones defensivas, incluyendo el blocaje, desvío, despeje, prolongación, rechace, salidas en jugadas de uno contra uno y cobertura técnica.

### Los guardametas en la formación del juego y el ataque
A los guardametas no se les obliga a permanecer en el área penal. Pueden involucrarse en el juego en cualquier parte del campo, y es normal para ellos actuar como un defensor adicional durante ciertos momentos. En los años 40 José Soriano, portero de River Plate, empezó a jugar fuera de los tres palos,[cita requerida] saliendo a cortar o iniciando una acción con los pies. Luego Gyula Grosics perfeccionó este estilo, teniendo un buen juego fuera del área, siendo considerado como el primer arquero líbero de la historia.[cita requerida] Amadeo Carrizo también popularizó este estilo en los años 1970 Hugo Gatti y fue el abanderado de este estilo. Ya en los años 1990 René Higuita y Jorge Campos se destacaron por su habilidad en los pies y su constante juego fuera del área. Algunos guardametas incluso han marcado goles, corriendo hasta el otro lado del campo para crear una ventaja numérica. Esta jugada es arriesgada y normalmente se hace en los últimos minutos de juego si el equipo del guardameta está perdiendo. La acción raramente tiene éxito, aunque jugadores como Jens Lehmann, Peter Schmeichel, Mart Poom, Paul Robinson, Brad Friedel,  Moisés Muñoz, Carlos Bossio, Miguel Calero y más recientemente Andrés Palop lo han logrado.
Otros jugadores se han vuelto conocidos por sus jugadas de pelota parada; por ejemplo, el paraguayo José Luis Chilavert, quien es el único guardameta en marcar una tripleta (3 goles en un partido). También era un experto en tiros libres. El brasileño Rogério Ceni es actualmente el guardameta que más goles ha marcado en el mundo, habiéndolo hecho en más de 100 ocasiones, a través de penales y tiros libres.

## Cualidades de un buen portero

### Voz de mando
El portero debe comunicarse constantemente con su defensa; si no se comunica a gritos cuando sale de la portería a buscar una pelota, es probable que el zaguero no lo vea, lo cual puede originar un choque y pérdida de balón, o incluso un gol en contra.
Se necesita mucho carácter y personalidad para ponerse los guantes. Por eso mismo, los mejores porteros suelen tener más de 27 años en adelantes

### No dudar
El guardameta se puede equivocar, pero nunca debe dudar. Si ante un centro titubea entre quedarse en la línea del arco o salir a cortarlo, generalmente termina a mitad de camino, con lo cual la pelota sigue en juego y la portería queda desguarnecida. Otro ejemplo es un pase largo para un delantero: el portero debe decidir si salir del área a despejar el balón o quedarse en la portería para el mano a mano, pero jamás puede dudar, porque si se queda a mitad de camino en la salida, seguramente acabará mal para su equipo.
Lo mismo en un mano a mano con un delantero: o decide salir a recortarle el ángulo de remate, o se queda para esperar el cierre de un compañero que dificulte el disparo.

### Jugar con los pies
La modificación del reglamento, que prohibió que el portero coja con las manos un pase de un compañero, cambió para siempre el puesto. Ahora, el portero debe saber jugar con los pies, ya sea para hacer circular la pelota, ayudar a su equipo a cambiar el frente de ataque o despejar de primeras un pase arriesgado.

### Despejar
No todos los porteros pueden volar para sacar balones que van al ángulo. Los que lo logran, manejan un concepto físico y otro técnico. Primero, tener la potencia de piernas que les permita despejar. Y segundo, apoyarse siempre en puntas de pie; si toda la planta de los pies está apoyada, les costará mucho más trabajo despejar.

### Distribución
Con la pelota en las manos, el portero tiene la posibilidad de iniciar el ataque de su equipo, siempre y cuando sepa distribuir el balón. Con la mano lo hará llegar a sus laterales o quizá al mediocampo; con una volea podrá enviárselo a la delantera.
Para esto último es fundamental inclinar el cuerpo hacia la dirección donde debe ir la pelota, con el fin de que vaya en línea recta y rápida para que llegue al compañero antes que al rival. El pase debe apuntar al cuerpo del compañero para permitirle controlar el balón; si el pase va a la cabeza, es muy probable que su equipo no retenga la posesión.

### Retener
Quizá por la constante innovación del balón, que cada vez es más ligero y rápido, los porteros modernos se han acostumbrado a dar rebote ante la mayoría de los disparos. Esto permite una segunda jugada en las cercanías del área, mientras que al agarrar la pelota desaparece todo el riesgo.

### Ubicación
Es el concepto más importante que debe manejar un portero. De hecho, uno de los mejores elogios que se le puede dar a un portero es: “Siempre está bien colocado”.
Por ejemplo, en un saque de esquina donde el centro vendrá abierto (un zurdo tirando desde la derecha), conviene ubicarse casi al borde del área pequeña para poder interceptar la pelota si cae entre el área pequeña y el punto de penalti.
Y cuando se trata, precisamente, de intentar parar un penalti, los expertos que han estudiado miles de ejecuciones han llegado a la siguiente conclusión: los porteros pararían más remates desde los once metros si se quedaran parados.
La mayoría escoge un palo y vuela hacia allá una fracción de segundo antes de la ejecución. El problema es que casi todos los tiradores ejecutan el penalti con la cabeza levantada, esperando el movimiento del portero para modificar el disparo. Al quedarse quieto, el meta coloca toda la presión en el jugador, que entonces debe pegarle fuerte y esquinado, lo que aumenta considerablemente su margen de error.

## Equipamiento

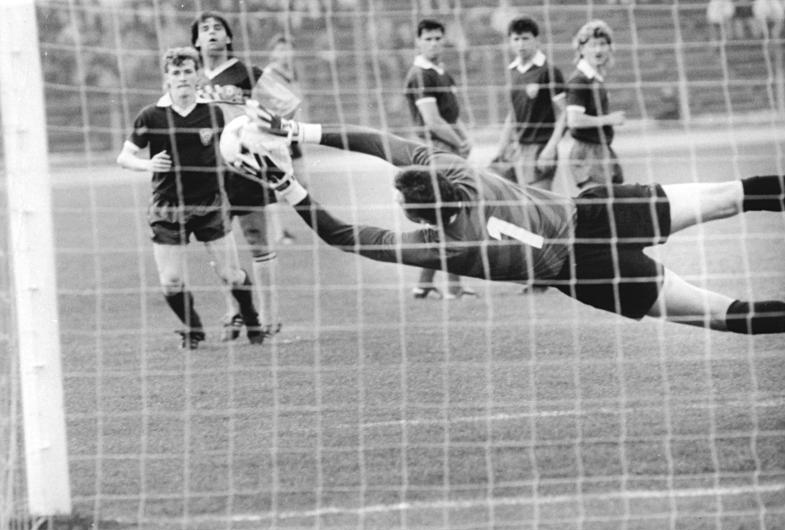
El número 1 suele reservarse para el portero titular.

Los guardametas deben llevar un uniforme que los distinga claramente de los otros jugadores y de los árbitros del partido, siendo esto la única regla que exige la FIFA. Algunos porteros lograron reconocimiento por su atuendo, como Lev Yashin, quien fue apodado la Araña Negra por su uniforme enteramente negro;[cita requerida]  y Jorge Campos, que era reconocido por utilizar atuendos de colores sumamente llamativos. La camiseta suele tener mangas largas y un suave acolchonamiento en codos y hombros. Además los guardametas son los únicos jugadores a los que se les permite llevar pantalones largos, gorra y máscara, según lo permita el árbitro. También se autoriza el uso de protectores como el utilizado por Petr Čech, a causa de una fractura en el cráneo.
La mayoría de los guardametas también llevan guantes para tener mayor eficacia en el agarre del balón y protegerse de lesiones en articulaciones. Existe gran variedad de guantes, algunos incorporan un plástico que restringe el movimiento del dedo al no permitir que se doble hacia atrás, lo que sirve de protección a los dedos. El uso de los guantes no es requerido, pero es muy común debido a las ventajas que estos ofrecen.
A la hora de asignar números a los jugadores del equipo, el número 1 suele reservarse para el portero titular, aunque hay numerosas excepciones. Por ejemplo, el guardameta holandés Jan Jongbloed utilizaba el número 8 y el argentino Ubaldo Matildo Fillol el 5; también Federico Vilar y el paraguayo Mario Villasanti llevaban el 3 en los dorsales, así como Fabien Barthez, que en sus actuaciones con la selección francesa usaba el 16. Francesco Toldo, con la selección italiana, llevaba el 12. Los porteros no tenían que utilizar un número predeterminado hasta que recientemente el uso del número 1 se convirtió en una regulación para el Mundial.

## Los mejores guardametas
Para más información acerca de premios a guardametas, véase: Guante de Oro, Equipo de las Estrellas y Mejor guardameta del año.
Los siguientes son los 20 mejores guardametas de la encuesta de la IFFHS sobre El mejor guardameta del mundo del siglo XX.
| Posición | Jugador                 |
| -------- | ----------------------- |
| 1        | Lev Yashin              |
| 2        | Gordon Banks            |
| 3        | Dino Zoff               |
| 4        | Sepp Maier              |
| 5        | Ricardo Zamora          |
| 6        | José Luis Chilavert     |
| 7        | Peter Schmeichel        |
| 8        | René Higuita            |
| 9        | Peter Shilton           |
| 10       | Amadeo Raúl Carrizo     |
| 11       | Gilmar dos Santos Neves |
| 12       | Ladislao Mazurkiewicz   |
| 13       | Pat Jennings            |
| 14       | Ubaldo Fillol           |
| 15       | Antonio Carbajal        |
| 16       | Jean-Marie Pfaff        |
| 17       | Rinat Dasaev            |
| 18       | Gyula Grosics           |
| 19       | Thomas Ravelli          |
| 20       | Walter Zenga            |

Los siguientes son los 10 mejores guardametas de la encuesta de la IFFHS sobre Mejor Portero del Mundo de la 1.ª Década (2001-2010).
| Posición | Jugador               | Puntos |
| -------- | --------------------- | ------ |
| 1        | Gianluigi Buffon      | 182    |
| 2        | Iker Casillas         | 177    |
| 3        | Petr Čech             | 138    |
| 4        | Edwin van der Sar     | 105    |
| 5        | Oliver Kahn           | 99     |
| 6        | Dida                  | 90     |
| 7        | Jens Lehmann          | 72     |
| 8        | Roberto Abbondanzieri | 68     |
| 9        | Víctor Valdés         | 64     |
| 10       | Júlio César           | 63     |